# Американский колледж педиатров
Американский колледж педиатров (англ. American College of Pediatricians) — социально консервативное объединение педиатров и других медицинских работников в США. Оно было основано в 2002 году. В 2005 году сообщалось, что в нём насчитывалось от 150 до 200 членов; в 2016 году, по сообщениям, в нем насчитывалось 500 членов. Особое внимание объединение уделяет пропаганде против абортов и усыновления детей однополыми парами. Оно также поддерживает конверсионную терапию.
Взгляды организации на воспитание детей отличаются от позиции Американской академии педиатрии (ААП), которая считает, что сексуальная ориентация не связана со способностью быть хорошим родителем и воспитывать здоровых и хорошо приспособленных детей. Southern Poverty Law Center признал Американский колледж педиатров группой ненависти из-за продвижения «лженауки, направленной против ЛГБТ». Ряд ведущих исследователей, в том числе директор американского Национального института здоровья, обвинили Американский колледж педиатров в неправильном использовании и перевирании их работы для продвижения собственной политической повестки.

## Основание и члены
Группа была основана в 2002 году группой педиатров, в том числе Джозефом Занга, бывшим президентом Американской академии педиатрии, в знак протеста против поддержки ААП усыновления детей однополыми парами. Американский колледж педиатров сообщает, что в нём состоят более 500 врачей и других медицинских работников.

## Взгляды
Американский колледж педиатров решительно осудил брошюру Американской психологической ассоциации о гомосексуальности как «программу, подтверждающую гомосексуальность», которая «обесценивает сдержанность», продвигает «отрицание биологически установленных гендерных различий» и поддерживает «независимость ребенка от авторитета как семьи, так и религии, а также от ограничений и норм, которые эти институты накладывают на детей». Эта организация также решительно выступает против медицинских вмешательств для трансгендерных детей.

## Публикации
В ответ на публикацию Американской академией педиатрии под названием «Just the Facts» (с англ. — «Только факты»), руководства по сексуальной ориентации подростков, ориентированного на школьную аудиторию, Американский колледж педиатров в марте 2010 года выпустил собственную публикацию «Facts About Youth» (с англ. — «Факты о детях»), а также запустил одноимённый веб-сайт. Брошюры «Facts About Youth» вместе с сопроводительным письмом были разосланы 14 800 суперинтендантам от имени Тома Бентона, президента организации. Американская академия педиатрии считает, что «Facts About Youth» не признаёт научных и медицинских доказательств в отношении сексуальной ориентации, сексуальной идентичности, сексуального здоровья или эффективного медицинского образования.
В письме Американского колледжа педиатров суперинтендантам в первую очередь говорилось об однополом влечении и утверждалось, что «доброжелательный, но неверно информированный школьный персонал», который поощряет учащихся совершать каминг-аут и поддерживает их идентичность, может привести учащихся к «вредному гомосексуальному поведению, которым они в противном случае не занимались бы». В письме также утверждалось, что гендерная дисфория обычно исчезает к моменту полового созревания, «если такое поведение не подкрепляется», и говорится, что «большинство учащихся (более 85 %) с однополым влечением в конечном итоге примут гетеросексуальную ориентацию, если не будут поощряться к обратному».

## Критика
Некоторые ученые высказывали опасения, что Американский колледж педиатров ошибочно использует или искажает их работы для продвижения своей политической повестки. Гэри Ремафеди, педиатр из Университета Миннесоты, написал публичное заявление, в котором он обвинил организацию в фундаментальном искажении его исследования в своих публикациях для поддержки утверждения, что школы должны запретить поддерживать геев-подростков. Фрэнсис Коллинз, генетик и директор Национального института здравоохранения США, опубликовал заявление, в котором обвинил организацию в том, что она вводит в заблуждение детей и родителей на своем веб-сайте «Facts About Youth». Уоррен Трокмортон, терапевт, который специализируется на вопросах сексуальной ориентации, также заявил, что его исследование было неправильно использовано Американским колледжем педиатров: «они говорят, что они беспристрастны и не мотивированы политическими или религиозными интересами, но если посмотреть, с кем они связаны и как они используют исследования, это явно не соответствует действительности».
В заявлении amicus curae, касающемся судебного дела об изъятии ребенка из приёмной однополой семьи, Национальная ассоциация социальных работников описала Американский колледж педиатров как небольшую маргинальную группу, мнение которой не соответствует научно обоснованной позиции ААП и других медицинских учреждений. Организация по защите прав ЛГБТ PFLAG классифицирует Американский колледж педиатров как организацию, выступающую против равенства, описывая его как «небольшую отколовшуюся группу медицинских работников, которые не поддерживают общепринятое мнение Американской академии педиатров о том, что гомосексуальность является нормальным аспектом человеческого разнообразия».
Американский колледж педиатров был признан Southern Poverty Law Center группой ненависти, тесно сотрудничающей с Национальной ассоциацией по исследованию и терапии гомосексуальности, которая занимается распространением вредной лжи об ЛГБТ, включая утверждения о связи гомосексуальности с педофилией. Американский союз защиты гражданских свобод написал, что Американский колледж педиатров — маргинальная группа, которая занимается продвижением ненаучной и вредной репаративной терапии для ЛГБТ-студентов.

Хирург-онколог и создатель известного научно-популярного блога Science-Based Medicine Дэвид Горски сказал, что заявления Американского колледжа педиатров использовались шарлатанскими сайтами, такими как Natural News, для продвижения антивакцинаторства. Горски отметил, что организации, распространяющие дезинформацию о вакцине против ВПЧ, часто ссылаются на эту это объединение. Он заявил:
Антивакцинаторы питают особую ненависть к Гардасилу. Эта ненависть, по-видимому, основана на том факте, что вакцины против ВПЧ используются для предотвращения вируса, передающегося половым путем, и почему-то обосновывается тем, что использование такой вакцины будет «поощрять распущенность». Их даже назвали «вакцинами распущенности». Неважно, что доказательства совершенно ясно показывают, что это утверждение просто не соответствует действительности. Неважно, что любой, кто хорошо помнит свою юность, знает, что страх заразиться ВПЧ, а затем через 20 или 30 лет получить рак шейки матки, не является серьезной проблемой среди подростков, так как их гормоны бушуют. Однако ничто из этого не имеет значения для людей, делающих эти заявления.